# Le Tronquay (Eure)
Le Tronquay település Franciaországban, Eure megyében. Lakosainak száma 525 fő (2022. január 1.). Le Tronquay La Haye, Croisy-sur-Andelle, La Feuillie és Lyons-la-Forêt községekkel határos.

## Népesség
A település népességének változása:
| Lakosok száma | 392  | 372  | 410  | 469  | 507  | 511  | 511  | 513  | 516  | 525  |
|               | 1968 | 1982 | 1990 | 2006 | 2013 | 2015 | 2017 | 2019 | 2020 | 2022 |